# Gamate

## História
O Gamate, conhecido como "Super Boy" nos países de língua chinesa, é um Console portátil fabricado pela Bit Corporation no início dos anos 1990, e lançado na Austrália e partes da Europa e da Ásia, Argentina, e possivelmente em outras regiões. No Reino Unido, foi distribuído pela Joystick maker Cheetah.
Ele nunca vendeu em números comparáveis aos Game Boy ou mesmo ao Watara, tendo como resultado a informação sobre este console e os seus jogos são escassas, não existe nenhum emulador ou ROMS dele disponíveis. No entanto, mais de 50 jogos são conhecidos por terem sido produzidos para o sistema, e rumores diziam de que uma versão colorida dele era para ter sido lançado na Ásia e no México, mas isso nunca foi confirmado.

## Hardware
- CPU   NCR 81489, 8 bits (BIT WS39323F) em um encapsulamento QFP-100
- ROM   2 KB ROM (1-2L de UM6116M de CMOS RAM estática, chip compatível com pino-ROM / EPROM)
- RAM   16 KB de RAM (2 x 15l-CXK5864M chips) de memória RAM
- Dimensões 9,7 *3,3 x 16,7 cm (6,58 x 3,82 x 1,3 polegadas) em plástico cinza escuro (conhecidos também exemplares em roxo)
- Botões D-pad, A, B, START and SELECT
- Tela LCD in 4 tons de cor, 128 x 96 pixels
- Som Alto-falante Interno mono e saída para fones externos
- Mídia Cartuchos de jogos
- Conexão  Conexão para interface 2 players
- Alimentação: 6V (quatro Pilhas AA)

## Jogos
- C1-001  Cube-Up
- C1-002 Witty Apee
- C1-003 Box Forum
- C1-004 Mighty Tank
- C1-005 Enchanted Bricks
- C1-006 Mini Golf
- C1-007 Galaxy Invaders
- C1-008 Legend of the Dragon Knight
- C1-009 Tornado
- C1-010 Bump N' Run
- C1-011 Money Maze
- C1-012 Pharaoh Revenger
- C1-013 Dino Bibo
- C1-014 Time Warrior
- C1-015 Kill Shot
- C1-016 Volcano Panic
- C1-017 Devil Castle
- C1-018 Kung-Fu Fighter
- C1-019 Dino Ball
- C1-020 Bad Bud Chou Chu's Adventure
- C1-021 Myth of Asamia
- C1-022 Pipemania
- C1-023 Tennis
- C1-024 Maruader
- C1-025 Jackpot
- C1-026 Flipuzzle
- C1-027 Monster Pitfall
- C1-028 Vindicators
- C1-029 Brick Blaster
- C1-030 Beach Volleyball
- C1-031 Bomb Blaster
- C1-032 Cosmic Fighter
- C1-033 Fist of Thunder
- C1-034 Superboy
- C1-035 Treasure Hunter
- C1-036 Jewelriss
- C1-037 Nightmare of Santa Clause
- C1-038 Mars Voyage
- C1-039 Fortress of Fierceness
- C1-040 Incantational Couple
- C1-041 Mighty Boxer
- C1-042 Flying Goblin
- C1-043 Boom!
- C1-044 Snowman Legend
- C1-045 World Cup Soccer
- C1-046 Kiki Island
- C1-047 Fortune 'n Luck
- C1-048 Baseball
- C1-049 Punk Boy
- C1-050???
- C1-051???
- C1-052 Famous (7 Famous)
- C1-053 Metamorphosiser
- C1-054 Magic Jigsaw
- C1-055???
- C1-056 Grand Prix Race
- C1-057???
- C1-058???
- C1-401  4-in-1 (Mini Golf, Cube-up, Brick Master, e Vindicators)

## Extras
Conexão para 2 jogadores
Possui saída para conexão e interface para dois jogadores.
Baterias
Possui kit de baterias recarregáveis.